# 北鎮區
北鎮區，原稱為北社尾區，前身為嘉義市轄下的北社尾（平假名：ほくしゃび）大字（平假名：おおあざ），為民國三十四年（1945年）的舊省轄市嘉義市行政區之一。民國三十五年（1946年）與北門區合併為新北區。